# Pedroso de Acim (kommunhuvudort)
Pedroso de Acim är en kommunhuvudort i Spanien.   Den ligger i provinsen Provincia de Cáceres och regionen Extremadura, i den centrala delen av landet, 240 km väster om huvudstaden Madrid. Pedroso de Acim ligger 464 meter över havet och antalet invånare är 118.
Terrängen runt Pedroso de Acim är kuperad åt sydost, men åt nordväst är den platt. Runt Pedroso de Acim är det mycket glesbefolkat, med 5 invånare per kvadratkilometer. Närmaste större samhälle är Cañaveral, 4,1 km söder om Pedroso de Acim. Omgivningarna runt Pedroso de Acim är huvudsakligen savann.